# What Did I Do? / God As My Witness
"What Did I Do? / God As My Witness" es una canción de la banda de rock alternativo Foo Fighters, y es el cuarto sencillo de su octavo álbum de estudio, Sonic Highways. La canción fue lanzada el 6 de noviembre de 2014.

## Grabación
La canción fue grabada en el KLRU -TV Estudio 6A en Austin, Texas y cuenta con una participación especial de Gary Clark Jr.

## Videoclip
El video musical se emitió durante el cuarto episodio de la serie documental Foo Fighters: Sonic Highways. Muestra principalmente a Foo Fighters y a Gary Clark Jr. grabando la canción dentro del KLRU-TV Estudio 6A, el famoso lugar donde Austin City Limits fue filmada.

## Posición en las listas
| Chart (2014)                                | Máxima posición |
| ------------------------------------------- | --------------- |
| Portugal (Portugal Singles Chart)           | 33              |
| UK Rock and Metal (Official Charts Company) | 6               |
| US Hot Rock Songs (Billboard)               | 37              |

- Datos: Q18511646